# Carol Huynh
Carol Huynh (n. 16 noiembrie 1980, Hazelton⁠(d), Canada) este o luptătoare ce a reprezentat Canada, medaliată olimpică. A participat la 2 ediții ale Jocurilor Olimpice (2008, 2012) în care a câștigat o medalie de aur și o medalie de bronz.